# 巴拉乌纳
巴拉乌纳是巴西帕拉伊巴州的一个市镇。总面积50.577平方公里，总人口3682人，人口密度72.8人/平方公里。